# Gundel

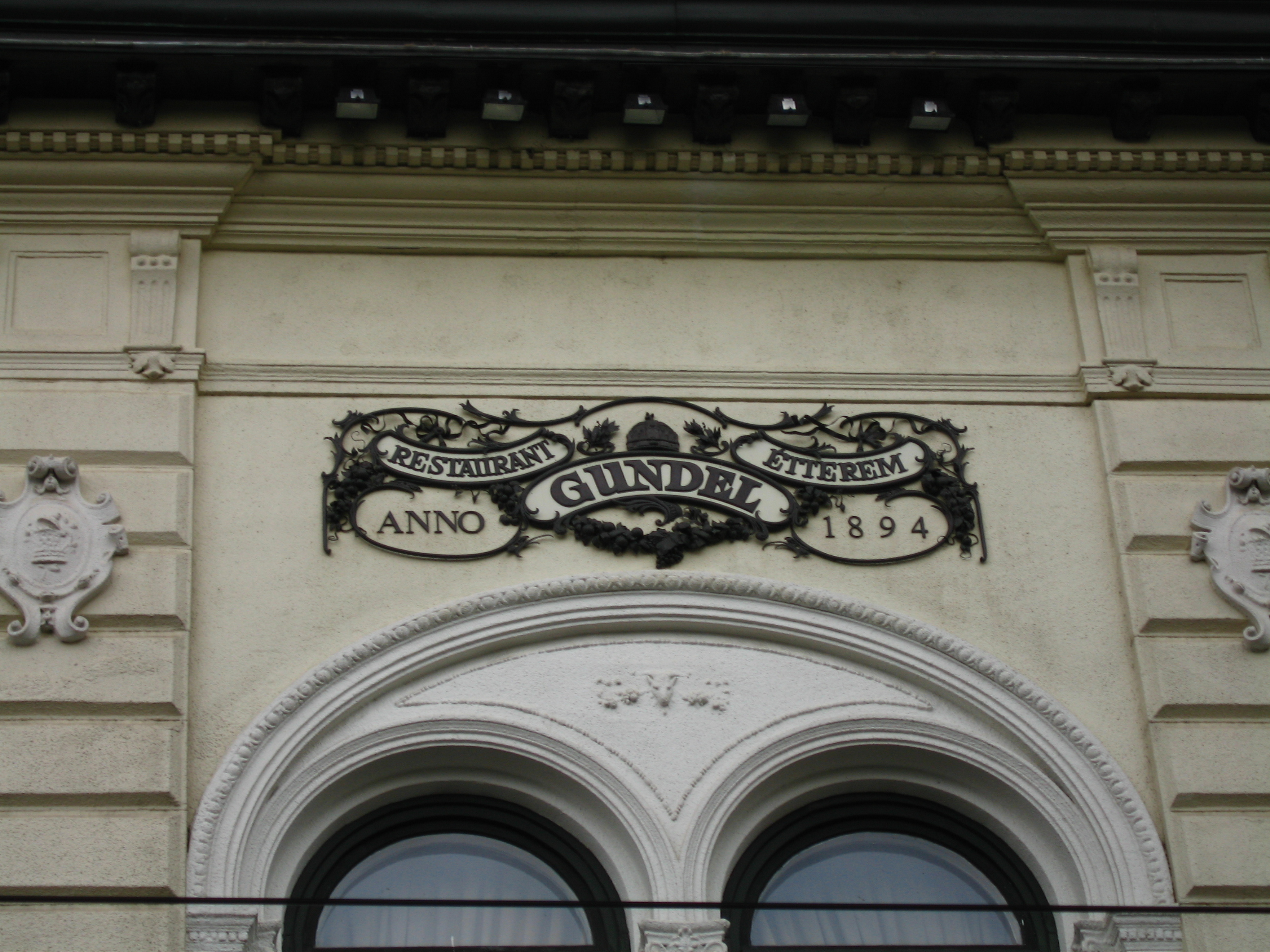
Étterem Gundel

Het restaurant (étterem) Gundel is een restaurant in Boedapest. Het ligt aan de rand van het stadspark Városliget, naast de Állatkert (Dierentuin).
Gundel is een van de duurste en beste restaurants van Boedapest, en het is elegant ingericht. Bij mooi weer kan men ook in de tuin dineren. Het restaurant behoort tot de luxe-klasse en is voor Hongaarse begrippen duur, maar dat is nog altijd maar half zo duur als een gelijkwaardig Belgisch of Nederlands restaurant.
's Avonds speelt er een zigeunerensemble bij de gasten aan de tafels. Bekend is de Gundelpalacsinta (Gundelpannenkoek).
Een eerste restaurant op deze plek, Wampetics, opende al in 1894. In 1910 nam Károly Gundel het over en gaf het zijn naam. Het restaurant werd in 1949 genationaliseerd en bij staatsketen Hungar Hotels gevoegd, maar werd in 1992 weer als Gundel étterem geopend door de Amerikanen Ronald S. Lauder and George Lang, een Amerikaan van Hongaarse afkomst en eigenaar van het café des Artistes in New York.